# 설문지

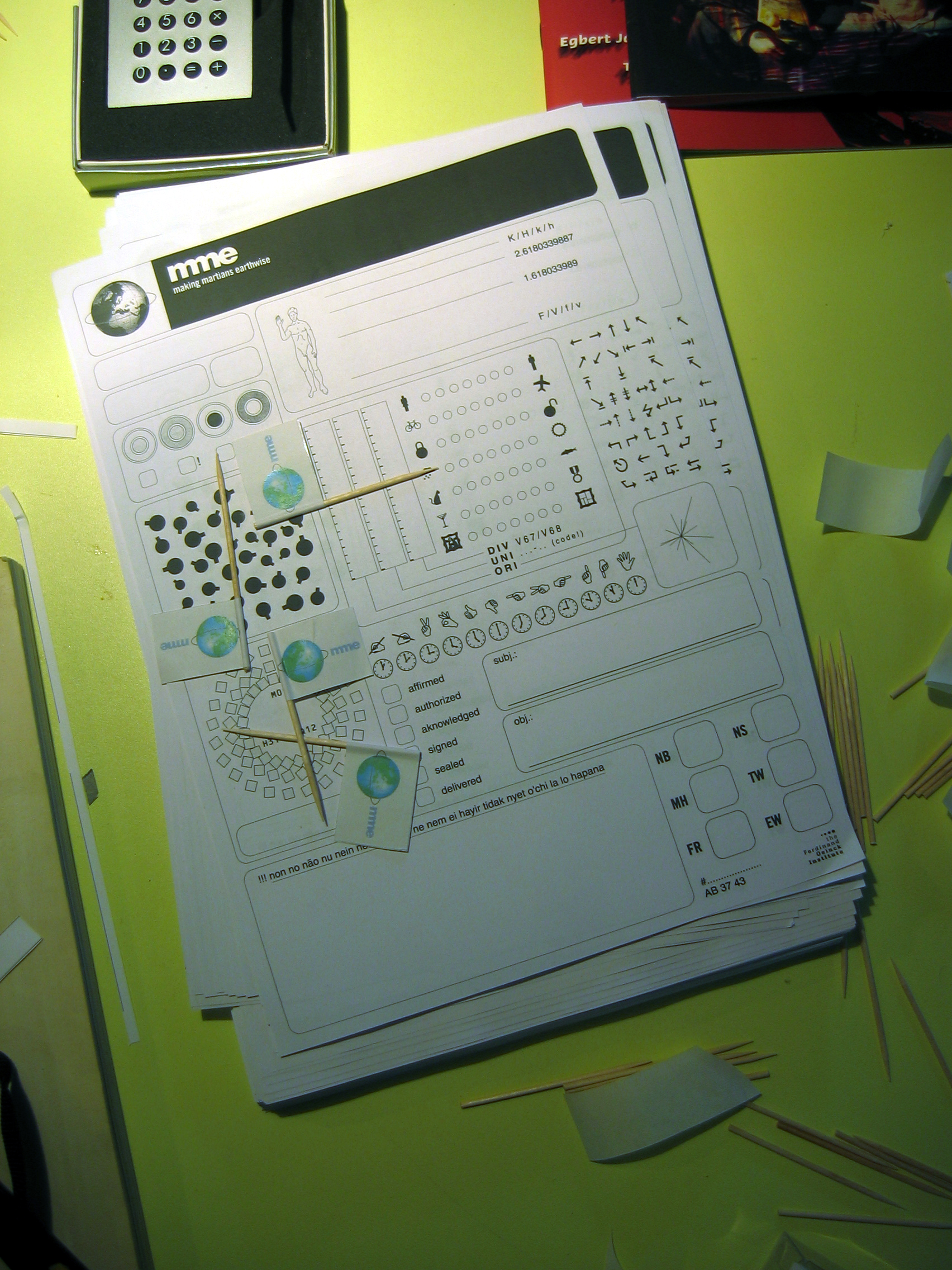
설문지

설문조사(Survey)란 미리 구조화되어 있는 설문지나 면접을 통하여 사회현상에 관한 자료를 수집하고 분석하는 연구 방법이다. 서베이의 목적은 어떤 모집단을 대표할 것이라고 추정되는 대규모 응답자들을 통하여 정보를 구하는데 있다.
과거에는 종이에 인쇄된 설문지를 주로 사용하였으나 인터넷과 스마트폰 등의 정보통신기술 발전으로 온라인 설문조사가 자리를 잡아가고 있다.

## 앙케트
앙케트(enquete)는 신문, 잡지 등에서 많은 사람에게 질문지를 돌려 회답을 구하는 조사 방법이다. 관찰하고자 하는 사항에 대해 정보나 지식을 가진 전문가에게 앙케트를 실시하여 자문을 구한다.

## 같이 보기
- 설문
- 리뷰 논문

## 참고 자료
- 재클린 와이즈만, 마샤 애론 공저『사회학 조사방법론』

1. ↑  《글로벌 세계대백과사전》,  〈앙케트〉